# Scrophularia formosana
Scrophularia formosana är en flenörtsväxtart som beskrevs av Hui Lin Li. Scrophularia formosana ingår i släktet flenörter, och familjen flenörtsväxter. Inga underarter finns listade i Catalogue of Life.